# Citadelle ibérique de Calafell
La citadelle ibérique de Calafell est un site archéologique de l'Âge du fer situé à Calafell (comarque de Baix Penedès), dans la province de Tarragone, en Catalogne, en Espagne,. Elle était habitée par la tribu ibérique des Cessetani et fut probablement détruite avec l'arrivée des Romains. Les édifices du site ont été reconstitués dans les années 1990 sur les mêmes fondations.

## Histoire
L'établissement a été fondé au début du VIe siècle av. J.-C., face à la mer et derrière une enceinte fortifiée. C'était le siège d'une chefferie de la tribu ibérique des Cessetani. Il était entouré de puissantes murailles avec des tours de défense, des portes, un palais et de nombreuses dépendances. Il aurait compté environ 65 habitants. Il fut abandonné, probablement en lien avec la deuxième guerre punique, lorsque le consul Caton l'Ancien écrasa la révolte générale des tribus ibères contre Rome, au IIe siècle av. J.-C.

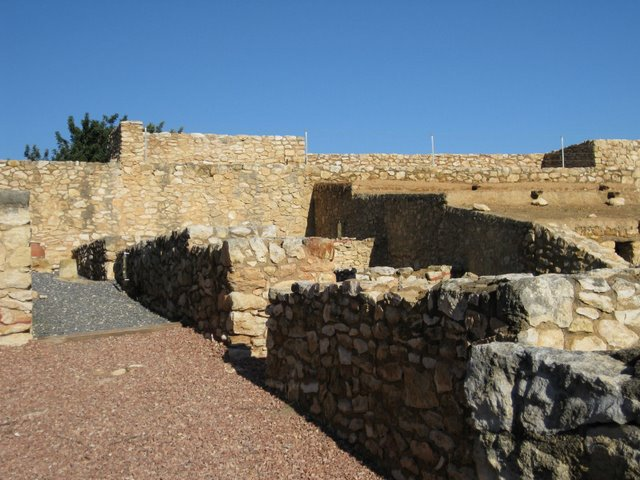
Vue de la citadelle

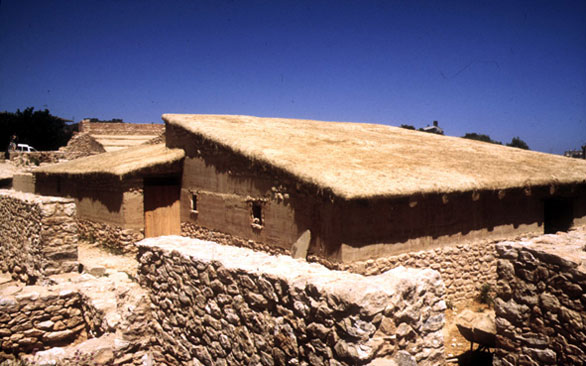
Maisons de Calafell

## Fouilles
Le site est fouillé depuis 1980 par les archéologues Joan Santacana et Joan Sanmartí.

## Reconstitution
Il s'agit du premier site archéologique de la péninsule Ibérique qui a été reconstruit avec des techniques d'archéologie expérimentale, sur les mêmes fondations, grâce à un projet conçu et exécuté par Joan Santacana entre 1992 et 1994. C'est un exemple de reconstitution architecturale d'un site archéologique, ainsi que de muséographie didactique. La reconstruction permet de voir et d'entrer dans les maisons, d'escalader les murs, les tours, ainsi que d'examiner des reproductions d'objets de la culture matérielle des Ibères.
La citadelle de Calafell fait partie depuis 2007 du réseau européen EXARC (Exchange on Archaeological Research and Communication), qui regroupe des sites et des installations archéologiques partageant la même philosophie d'intervention et les mêmes modèles de muséographie didactique et d'archéologie expérimentale.

## Visite
La citadelle de Calafell fait partie de la route des Ibères, promue par le Musée d'archéologie de Catalogne à Gérone, et dont la fonction, entre autres, est de stimuler le tourisme culturel sur les sites de l'époque ibérique.